# 井冈霉亚基胺A
井冈霉亚基胺A（也称井冈羟胺A）是一种含氮有机化合物，分子式C14H25NO8，是井冈霉素降解为井冈霉烯胺的中间产物，可作为海藻糖酶的抑制剂。